# Matthias Maucksch
Matthias Maucksch (* 11. června 1969, Drážďany) je bývalý německý fotbalista, obránce, východoněmecký reprezentant. Po skončení aktivní kariéry působil jako trenér.

## Fotbalová kariéra
Ve východoněmecké oberlize hrál za Dynamo Drážďany, nastoupil ve 49 ligových utkáních. V letech 1989 a 1990 získal s Dynamem Drážďany mistrovský titul a v roce 1990 východoněmecký fotbalový pohár. Po sjednocení Německa hrál v Bundeslize za Dynamo Drážďany a 1. FC Norimberk, nastoupil ve 123 bundesligových utkáních a dal 4 góly. V nižších soutěžích hrál i za VfL Wolfsburg, 1. FC Lokomotive Leipzig, FC Energie Cottbus, FV Dresden 06 a VfL Pirna-Copitz. V Poháru mistrů evropských zemí nastoupil ve 2 utkáních a v Evropské lize UEFA nastoupil také ve 2 utkáních. Za východoněmeckou reprezentaci nastoupil v roce 1990 v přátelském utkání proti Francii.

## Ligová bilance
| Ročník                                  | Zápasy | Góly | Klub               |
| --------------------------------------- | ------ | ---- | ------------------ |
| DDR-Oberliga 1987/88                    | 8      | 0    | Dynamo Drážďany    |
| DDR-Oberliga 1988/89                    | 11     | 0    | Dynamo Drážďany    |
| DDR-Oberliga 1989/90                    | 18     | 0    | Dynamo Drážďany    |
| DDR-Oberliga 1990/91                    | 12     | 0    | Dynamo Drážďany    |
| Německá fotbalová Bundesliga 1991/92    | 33     | 0    | Dynamo Drážďany    |
| Německá fotbalová Bundesliga 1992/93    | 31     | 3    | Dynamo Drážďany    |
| Německá fotbalová Bundesliga 1993/94    | 31     | 1    | Dynamo Drážďany    |
| Německá fotbalová Bundesliga 1994/95    | 23     | 0    | Dynamo Drážďany    |
| 2. německá fotbalová Bundesliga 1995/96 | 23     | 3    | VfL Wolfsburg      |
| 2. německá fotbalová Bundesliga 1996/97 | 18     | 2    | VfL Wolfsburg      |
| 2. německá fotbalová Bundesliga 1997/98 | 27     | 0    | VfB Leipzig        |
| Německá fotbalová Bundesliga 1998/99    | 10     | 0    | 1. FC Norimberk    |
| 2. německá fotbalová Bundesliga 1999/00 | 5      | 0    | FC Energie Cottbus |
| CELKEM DDR-Oberliga                     | 49     | 0    |                    |
| CELKEM Německá fotbalová Bundesliga     | 123    | 4    |                    |